# Intel 8035
Intel 8035 je osmibitový jednočipový mikropočítač rodiny MCS-48 firmy Intel, uvedený na trh roku 1976. Zařízení je zabaleno do 40pinového pouzdra DIP, napájen byl 5 V (tolerance 10 %), pracoval v teplotním rozmezí 0–70 °C. Neobsahuje přímo paměť programu (musí se připojit externě, přičemž maximální velikost může být 4 KiB), vnitřní datová paměť byla pouze 64 bajtů. Hodinový oscilátor je součástí čipu (procesor může pracovat v rozmezí frekvencí 1 až 11 MHz), dále obsahoval dva 8bitové čítače/časovače, 27 V/V portů a podporuje dvě maskovatelná přerušení.

## Paměť
Datová paměť a zásobník zabírají stejné místo v paměti. Programová paměť je oddělená od datové a od zásobníku paměti.
Datová paměť se skládá z 64 bytů on-chip RAM a až 256 bytů externí RAM:
- 16 bytů on-chip RAM se používá pro 2 sady pracovních registrů, které se nacházejí na adresách 00h–07h (sada 0) a 18h–1Fh (sada 1). Tato paměť je součástí jednočipu.
- 16 bytů on-chip RAM na adresách 08h–17h se používají jako zásobník paměti.
- Ke zbytku on-chip RAM lze přistupovat pouze nepřímo.
- K 256 bajtům externí paměti lze přistupovat pouze pomocí instrukce MOVX.

Zásobník je uložen v datové oblasti paměti 08h–17h (8–23) a může být osmiúrovňový. Začíná na adrese 08h a výš. Při spuštění instrukce CALL jsou uloženy do zásobníku návratové adresy (12 bitů) a horní 4 bity bajtu uchovávajícím stav programu (bity CY, AC, F0 a BS). Pokud uživatelský program nevyužívá všech úrovní zásobníku, pak může být část fronty (2 bajty na jednu úroveň) použita pro ukládání dat.
Vyhrazené adresy:
- 0000h – Po příkazu RESET se odtud začne provádět patřičný kód.
- 0003h – Sem se skočí, jakmile dojde k externímu přerušení.
- 0007h – Sem se skočí, pokud nastane přerušení čítače/časovače.

## V/V porty
27 V/V linek: 
- 8bitové obousměrné porty 1 a 2.
- 8bitový obousměrný BUS port.
- TEST – 3 vstupy (T0, T1 a $ [INT]), které mohou být testovány podmíněnými JT/JNT instrukcemi.